# Reutuvaara
Reutuvaara är en kulle i Finland. Den ligger i Rovaniemi i landskapet Lappland, i den norra delen av landet, 700 km norr om huvudstaden Helsingfors. Toppen på Reutuvaara är 183 meter över havet.
Terrängen runt Reutuvaara är lite kuperad. Runt Reutuvaara är det mycket glesbefolkat, med 2 invånare per kvadratkilometer.